# Itumbiara Esporte Clube
O Itumbiara Esporte Clube é uma agremiação esportiva brasileira sediada em Itumbiara, no estado de Goiás.
O clube foi campeão estadual em 2008, garantindo o direito de disputar a Copa do Brasil de 2009, jogando contra o Corinthians perdendo pelo placar de 2 a 0, em um jogo que marcou a estreia oficial do jogador Ronaldo Fenômeno no time paulista após vários anos jogando na Europa.
O time atualmente está pela gestão da empresa Soccer Stars. O gigante do vale, como é conhecido, passa por uma fase complicada de sua história e busca retornar a seus dias de glória.

## História
Na década de 1960 Itumbiara possuía duas equipes de futebol que proporcionava o clássico denominado "NAGO" (Nacional x Goiás). A rivalidade se expandiu não apenas no âmbito esportivo, mas inclusive no aspecto político partidário.
O Goiazinho não conseguindo acesso à primeira divisão e o Nacional amargando a queda para a segunda divisão motivaram, sobretudo o Sr. Modesto de Carvalho (membro da diretoria do Nacional), a mobilizar a junção destas duas equipes com propósito de criar uma equipe mais competitiva e expressiva objetivando o envolvimento mais intenso e fiel dos torcedores.
Em 4 de março de 1970, o Nacional e o Goiás reuniram-se para tratar do afastamento de ambos das atividades profissionais junto á Federação Goiana de Futebol cedendo seus patrimônios a títulos de empréstimo à nova entidade que surgia: Itumbiara Esporte Clube.
No dia 9 de março do mesmo ano, às 19h30min do horário local, sócios do Goiás e do Nacional, reuniram-se para fundar a nova agremiação, aproveitando o azul do Goiazinho e o vermelho e branco do Nacional para as cores do clube.
Durante maior parte de sua história, o Itumbiara acumulou campanhas modestas no Campeonato Goiano, chegando a ser rebaixado para a segunda divisão do estadual algumas vezes.

### O melhor momento da história - O título do Campeonato Goiano em 2008
Em 2008, o Tricolor da Fronteira fez uma ótima campanha no estadual, com um elenco competitivo, liderado pelo experiente treinador PC Gusmão, superando os maiores clubes do estado, eliminando o Atlético Goianiense na semifinal e Goiás na final, com direito a uma vitória por 3 a 0 no Serra Dourada. Sem dúvidas foi um ano inesquecível para o Itumbiara.
Com isso, o Tricolor da Fronteira garantiu vaga na Série C do Brasileirão de 2008 e na Copa do Brasil de 2009, onde chamou atenção da imprensa, pois o clube goiano teve como adversário o Corinthians (onde seria o campeão daquele ano) na primeira fase, onde naquela partida marcaria a estreia de Ronaldo pelo Timão. Não teve jeito, o Alvinegro do Parque São Jorge acabou levando a melhor com facilidade, com vitória por 2 a 0.

### Início da decadência
Infelizmente, o Tricolor da Fronteira não conseguiu sustentar a ótima fase, e a partir de 2010, passou a enfrentar problemas financeiros, muito por conta da falta de apoio da prefeitura, e a partir daí, o Itumbiara acumulou campanhas modestas no Campeonato Goiano, ocasionando em diversos rebaixamentos para a segunda divisão como aconteceu em 2010, 2012, 2014, 2019 e em 2021.
Em 2022, de volta a Segunda Divisão do Goiano o Tricolor da Fronteira sofreu seu duro golpe de toda a sua história. Com o elenco extremamente fraco, brigou para não cair durante toda a competição, o que não aconteceu, já que acabou rebaixado para terceira divisão do estadual, ao terminar a fase classificatória na vice-lanterna.
Em 2023, já convivendo com sérios problemas financeiros, além de falta de patrocínio, a diretoria do Itumbiara optaria por retirar a equipe de competições profissionais e se encontraria licenciado da Federação Goiana de Futebol. Mas em 26 de junho de 2023 foi definido que o clube irá disputar a Terceira Divisão Goiana mandando seus jogos no Estádio Municipal Gilmar Alves de Oliveira em Bom Jesus de Goiás. Em agosto de 2023, após intermediação do deputado Daniel Agrobom e do prefeito Dione Araújo, a Justiça autorizou o retorno do time ao Estádio JK.

## Títulos
| Estaduais | Estaduais                     | Estaduais | Estaduais  |
|           | Competição                    | Títulos   | Temporadas |
| --------- | ----------------------------- | --------- | ---------- |
|           | Campeonato Goiano             | 1         | 2008       |
|           | Campeonato Goiano do Interior | 1         | 2007       |

### Campanhas de destaque
- Campeonato Goiano - Divisão de Acesso: Vice-campeão em 1991, 2003, 2011 e 2014
- Campeonato Brasileiro - Série B: 5º lugar em 1984
- Campeonato Brasileiro - Série C: 23° lugar em 2007 e 2008
- Campeonato Brasileiro - Série D: 30º lugar em 2011
- Campeonato Brasileiro - Série A: 68ª lugar em 1979
- Copa do Brasil: 1º Fase em 2009

## Estatísticas

### Participações
|  | Participações em 2024 |

| Competição | Competição            | Temporadas | Melhor campanha        | Estreia | Última | P | R |
| Goiás      | Campeonato Goiano     | 44         | Campeão (2008)         | 1970    | 2021   |   | 7 |
| Goiás      | 2ª Divisão            | 9          | Vice-campeão (4 vezes) | 1991    | 2022   | 6 | 1 |
| Goiás      | 3ª Divisão            | 2          | 3º colocado (2024)     | 2023    | 2024   | – |   |
| Brasil     | Campeonato Brasileiro | 1          | 68º colocado (1979)    | 1979    | 1979   |   | – |
| Brasil     | Série B               | 5          | 5º colocado (1984)     | 1980    | 1987   | – | – |
| Brasil     | Série C               | 7          | 12º colocado (1981)    | 1981    | 2008   | – | – |
| Brasil     | Série D               | 3          | 17º colocado (2011)    | 2011    | 2018   | – |   |
| Brasil     | Copa do Brasil        | 1          | 1ª fase (2009)         | 2009    | 2009   |   |   |